# Youssef Haraoui
Youssef Haraoui (Algeri, 12 maggio 1965) è un ex calciatore algerino, di ruolo centrocampista.